# Самажево
Самажево (пол. Samarzewo) — село в Польщі, у гміні Льондек Слупецького повіту Великопольського воєводства.
Населення — 296 осіб (2011).
У 1975-1998 роках село належало до Конінського воєводства.

## Демографія
Демографічна структура станом на 31 березня 2011 року:
|          | Загалом | Допрацездатний вік | Працездатний вік | Постпрацездатний вік |
| -------- | ------- | ------------------ | ---------------- | -------------------- |
| Чоловіки | 149     | 39                 | 86               | 24                   |
| Жінки    | 147     | 35                 | 78               | 34                   |
| Разом    | 296     | 74                 | 164              | 58                   |